# Rafael Fente-Damers
Rafael Fente-Damers (Houston, 17 de outubro de 2006) é um nadador francês.

## Carreira
Nascido nos Estados Unidos, tem pai espanhol e mãe francesa. Na França, foi titular pelo Dauphins D'Annech em 2024.
Em 2023, conquistou a medalha de bronze nos 100 metros livres no Campeonato Europeu de Juniores. Também recebeu medalha de prata com o revezamento 4x100 metros livre e o revezamento 4x200 metros livre. Ficou em terceiro lugar no revezamento medley 4x100 metros. Também conquistou o bronze no revezamento 4x100 metros livre misto.
Nos Jogos Olímpicos de 2024 em Paris, o revezamento 4x100 metros livre com Hadrien Salvan, Rafael Fente-Damers, Guillaume Guth e Wizzam-Amazigh Yebba foi eliminado com o 12º tempo de vantagem. Nos 100 metros livres, Fente-Damers terminou em 23º nas mangas e perdeu as semifinais por 0,42 segundos. O revezamento medley com Yohann Ndoye-Brouard, Léon Marchand, Clément Secchi e Rafael Fente-Damers chegou à final com o tempo mais rápido. Na final, Ndoye-Brouard, Marchand, Maxime Grousset e Florent Manaudou nadaram três segundos mais rápido que a equipe preliminar de revezamento. Os franceses ficaram em terceiro, atrás dos chineses e dos EUA, que terminaram 0,37 segundos à frente dos franceses. Todos os seis franceses envolvidos receberam uma medalha de bronze.